# Samtidskunst
Samtidskunst (eller nutidskunst) er et begreb, der bruges til at beskrive den kunst, som skabes af en aktuel generation. I museumssammenhænge er det ofte 20-30 år, men der er eksempler på, at det dækker alt efter 1945. I kunsthaller, gallerier og andre ikke-samlende kunstinstitutioner dækker begrebet ca. 10-15 år.
Modsat kunsthistorien, som inddeler kunsten i epoker, er samtidskunsten altid skiftende. Den  ’postmodernistisk kunst’ er primært et opgør og ændret syn på modernisme og knytter sig  dels til en specifik periode (fra sen 60'erne og frem), dels til en kunst og filosofi  i denne periode. Selv om der er stort sammenfald mellem postmodernistisk kunst og samtidskunst, må den sidste altså tænkes mere åben over for nye metoder og former.

## Internationalisme
Samtidskunsten er præget af en øget international orientering. Selv om der i Danmark har været eksempler på kunstnere med international orientering, ser man blandt de kunstnerne, som tog afgang fra de danske akademier fra 90’erne en stigning i udstillingsaktiviteten uden for landets grænser. Flere kunstnere har valgt at læse eller bosætte sig i New York, London, Berlin, Frankfurt eller Rom.

## Post-medium
Foruden de traditionelle former som maleri, skulptur og tegning er video, installationer, digital kunst, lydkunst, performance, interventioner, m.v. almindelige. Det er også blevet udbredt, at kunstnere arbejder på tværs af medier og teknikker, idet medium og teknik er blevet sekundært i forhold til den idé, det tema, eller den undersøgelse, som kunstneren realiserer. 
Man taler også om det "udvidede kunstbegreb" i forlængelser af Rosalind Krauses tekst "Sculpture in the Expanded Field" 1978, der peger på udvidelsen af det felt, som vi opfatter som kunst og ikke mindst opfattelsen af, hvordan den kan møde sit publikum eller tage del i en bredere offentlighed. Denne forandring sker tydeligvis inden for kunstpraksis og i nogen grad også inden for kunstinstitutionerne.
Samtidskunsten dækker også over følgende begreber
- Art & Language
- Lydkunst
- Digital kunst
- Relationel Æstetik / Social skulptur / deltagende kunst / samtale kunst
- Konceptkunst
- Videokunst
- Installationskunst
- Kunst i offentlige rum
- Institutionel kritik
- Engageret kunst
- Street art
- Kunst og aktivisme

## Museer med speciale i samtidskunst
- Museet for Samtidskunst - museum i Roskilde med skiftende udstillinger og andre aktiviteter inden for samtidskunst
- KØS - Museum for kunst i det offentlige rum - museum i Køge med speciale i kunstnerisk skabende processer
- Documenta - omfattende udstilling af samtidskunst og moderne kunst hvert femte år i Kassel.
- Château de Montsoreau-Museet for Samtidskunst, Frankrig